# Història de Moçambic
La història de Moçambic es troba documentada almenys a partir del segle x, ja que va ser quan Moçambic va aparèixer per primera vegada en els relats d'uns estudiosos viatgers i mercaders àrabs. Al-Masudi va descriure una important activitat comercial entre les nacions de la regió del golf Pèrsic i els zanj de la Bilad as Sofala, que incloïa gran part de la costa nord i centre de l'actual Moçambic. Buzurg Ibn Shahriyar cita en el seu llibre Al aya'ib al-Hind (Meravelles de l'Índia) diversos relats situats a Moçambic, i en descriu el tipus de comerç practicat.
No obstant això, diverses troballes arqueològiques permeten l'estudi de la prehistòria de Moçambic (abans de l'escriptura). Probablement l'esdeveniment més important d'aquesta prehistòria hagi estat l'establiment en la regió dels pobles bantus que no sols eren agricultors, sinó que també hi van introduir la metal·lúrgia entre els segles I i IV.
Segons diferents fonts, el mariner xinès Zheng He va visitar la regió del canal de Moçambic a principis del segle xv. La penetració portuguesa a Moçambic, iniciada en el segle xvi, només a partir de 1885 - amb el repartiment d'Àfrica per les potències europees durant la Conferència de Berlín- es va transformar en una ocupació militar, és a dir, en la submissió total dels estats allí existents, la qual cosa va portar durant els primers anys del segle xx a una veritable administració colonial.
Després d'una guerra d'alliberament que va durar al voltant de 10 anys, Moçambic es va independitzar el 25 de juny de 1975.

## Època precolonial
El país fou habitat pels khoisan o bosquimans, caçadors i recol·lectors; el país era fèrtil i aquestos pobles gaudien allí de tots els avantatges. Els bantus agricultors hi van arribar entre el segle I i IV, estructurats en grans famílies sota la direcció d'un cap; aquestes grans famílies originaren als macua, nlocko, wa yao, liwele, chewa, pfuko, tsonga i ndangu; aquesta estructura fou coneguda pels portuguesos com a linhagem (llinatge).
No fou fins al segle ix que van començar a arribar comerciants àrabs i després perses; es fundaren establiments comercials a la costa de Moçambic, i en destacà Sofala, fundada després del 1100, que al segle xiv va ser dominada pel soldà de Kilwa. El comerç principal n'era ferro i l'or, que els musulmans bescanviaven per productes tèxtils; el ferro era molt important i es pensa que uns objectes de ferro en forma de "x" d'uns 30 cm que s'han trobat en abundància a la regió foren les monedes locals; més tard uns tubs de plomes d'aus plenes de pols d'or, anomenades meticais, les van substituir; el seu nom s'ha conservat en les monedes modernes.

## Primer estat de Zimbàbue
Al segle v s'havien instal·lat al que avui és Zimbàbue pobles bantus que parlaven llengües xona. Aquests pobles, en contacte amb els comerciants musulmans, van arribar a crear un estat a meitat del segle xiii, basat en el comerç amb els musulmans de la costa. Les ruïnes del Gran Zimbàbue són testimoni de la seva importància; el nom deriva de les muralles de pedra que rodejaven les cases, que tenien el nom de madzimbabwe. Aquest centre cobria una gran superfície i estava habitat per milers de persones, tenia una considerable activitat comercial. Altres establiments amb muralles (madzimbabwe) són coneguts a la moderna Zimbàbue i a Moçambic. Aquí les més important són les de Manyikeni a la província d'Inhambane, a 450 km del Gran Zimbàbue.
A mitjan segle XV el Gran Zimbàbue fou abandonat per raons desconegudes; probablement hi van arribar noves remeses d'emigrants bantus de llengua xona o chishona, que van sotmetre als pobles de la regió entre l'oceà Índic i el Gran Zimbàbue i del Zambezi a Inhambane. Van fundar el que fou anomenat com Imperi de Monomotapa o Mwenemutapa.

## Imperi dels Mwenemutapa
Els invasors eren dirigits per un cap de nom Mutota, que entre 1440 i 1450 va dominar les regions de l'estat del Gran Zimbàbue. La seva capital fou un lloc proper al riu Zambezi, al nord de la província de Manica. Al segle següent es van estendre entre el Zambezi i el Limpopo i entre l'oceà i el Kalahari a l'oest. Monomotapa comerciava amb or i vori amb els establiments de la costa, i dominaven les rutes comercials que anaven entre les mines i Sofala com a establiment principal. L'aristocràcia de l'imperi va adquirir una gran riquesa.

## Colonització

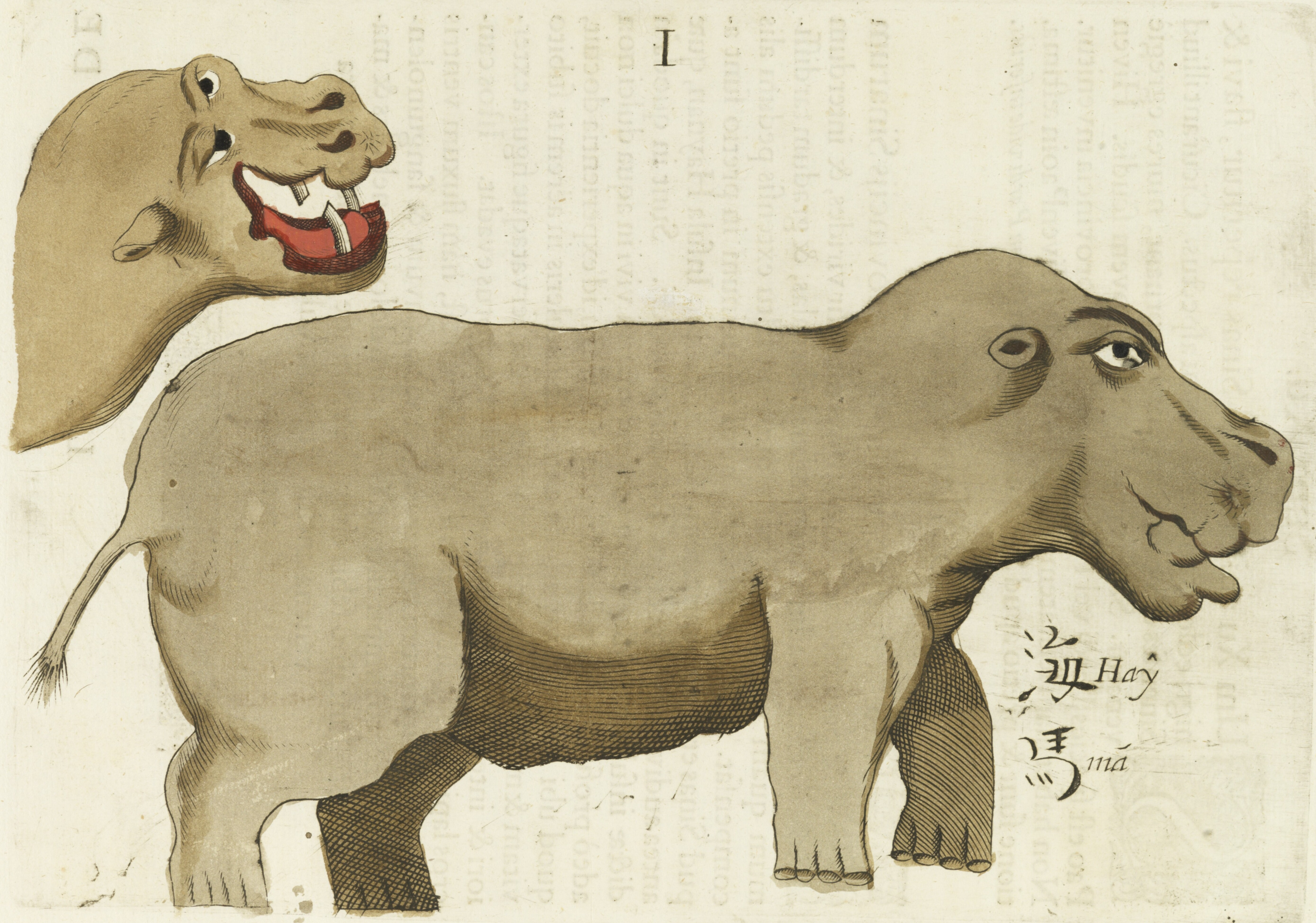
Hipopòtams a Moçambic, dibuixats pel jesuïta Michał Boym l'any 1643

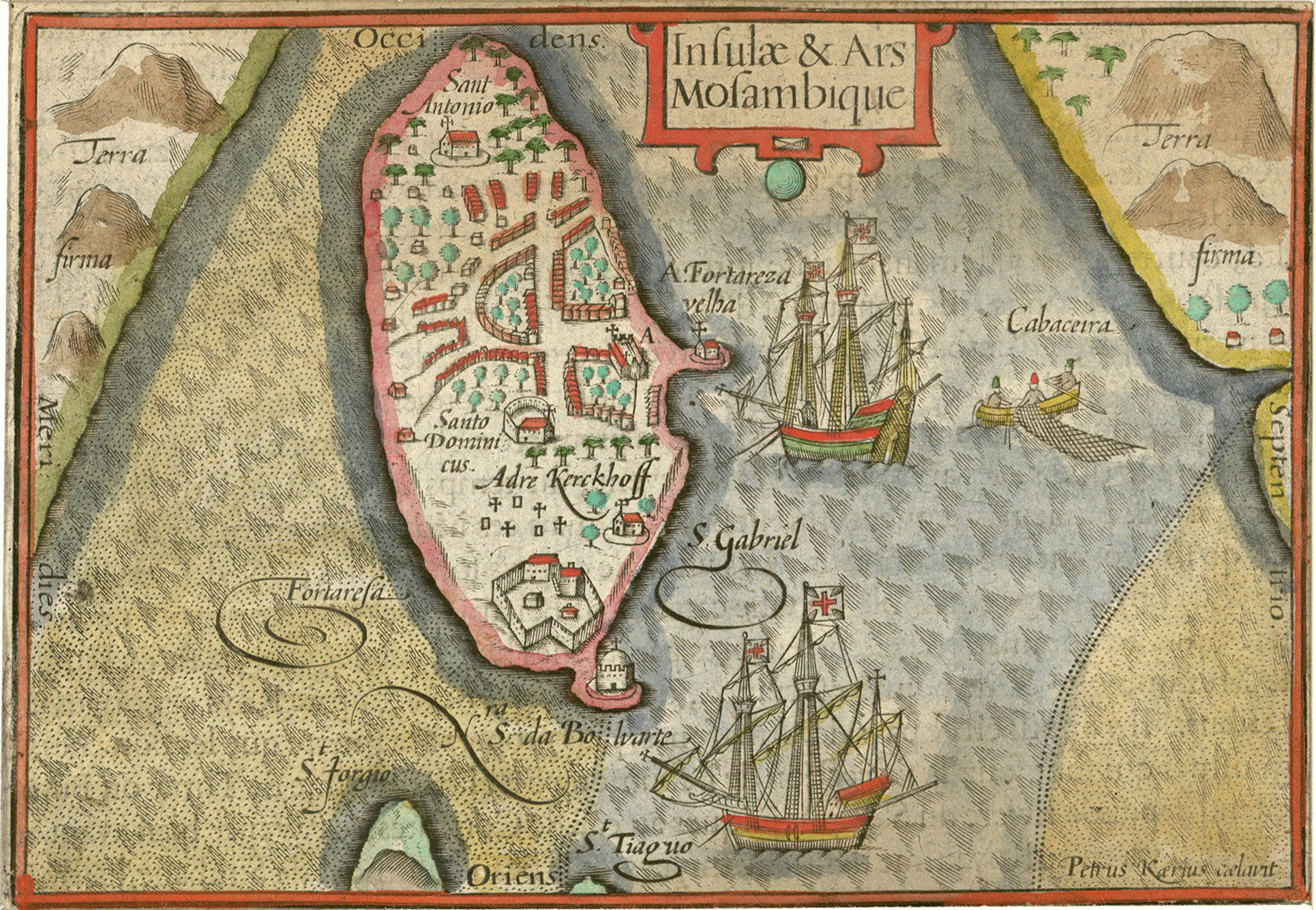
Gravat de Moçambic realitzat el 1598

Vasco da Gama va arribar al que avui és Moçambic el 1497. Els portuguesos, atrets per l'or, es van dirigir cap al seu origen i el 1530 van fundar Rios de Sena, el 1537 Tete, i el 1544 Quelimane. Sofala fou ocupada el 1505. El 1607 Portugal obtingué la concessió de les mines d'or de l'Imperi Monomotapa. El 1627 el monomotapa Capranzina, que es mostrava hostil als portuguesos, fou deposat i substituït pel seu oncle Mavura, que fou batejat i es declarà vassall del rei de Portugal. Els reis monomotapes van governar fins a finals del segle xvii, quan foren substituïts per la dinastia shona dels changamires, que governaven el Regne de Butua. Els changamires es revoltaren el 1693 i Portugal va tenir dificultats temporals per recuperar el control de les rutes de l'or. Però mentre els portuguesos s'havien estès pel Zambezi, per comerciar amb el marfil, arribaren a acords amb els regnes maravi (o marave); l'estat del changamires, sota protectorat portuguès al llarg del segle xviii, va subsistir fins al segle xix quan s'hi organitzaren militarment per fer front als prazeiros, els colons portuguesos dels prazos, que havien format grans hisendes que constituïen autèntics petits estats.

## Imperi Maravi

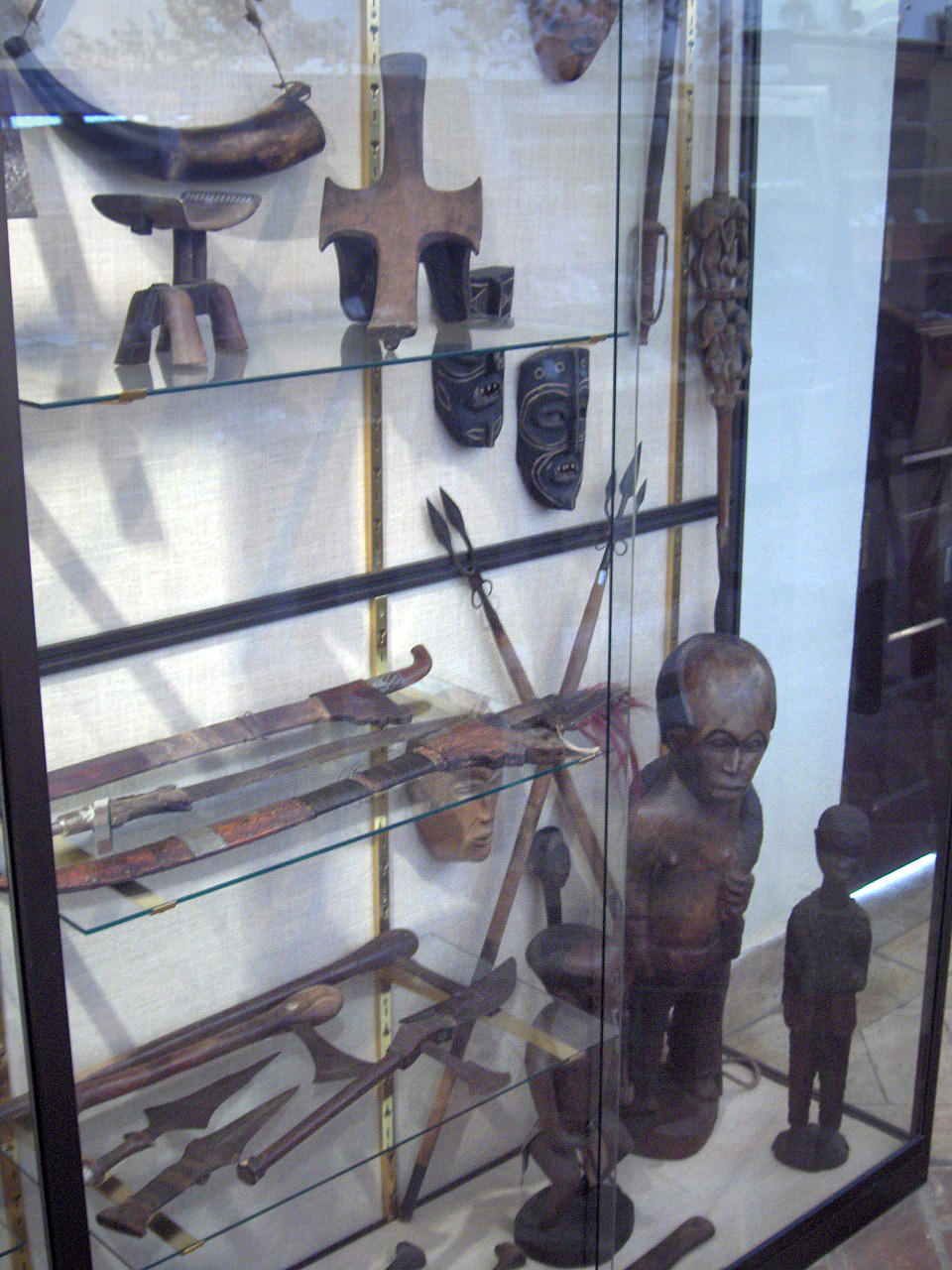
Escultures i objectes al Museu Regional de l'Algarve, a Lagos

Els estats maravi o marave foren un conjunt de petits regnes sorgits a la part nord del riu Zambezi. El nom maravi té un origen desconegut, però ja apareix esmentat al segle xvii associat a un districte de la moderna província de Tete, Marávia. És l'origen del nom Malawi. Aquests regnes foren establerts entre el segle xiii i XIV per un poble governat pel clan phiri, aliat per matrimoni o acords amb els linhagems locals. Aquests pobles són l'origen de les modernes llengües chinyanja, chiyao i chimakua; la seva organització és matrilineal (els poders i les propietats passaven de mare a filla); els phiri van utilitzar aquesta circumstància per expandir el seu poder, com més tard ho feren els prazeiros que van començar a arribar a finals del segle xvi i al XVII, establint les seves propietats al Zambezi. Els prazeiros es casaven de vegades amb filles dels caps locals i per aquestes aliances esdevenien poderosos i s'asseguraven el comerç i l'agricultura; al segle xvii Portugal va declarar els prazos i les terres no ocupades propietat de la corona i va establir un arrendament per tres generacions amb transmissió per via femenina, concessió que podia ser renovada si l'administració n'era bona; els prazeiros establiren exèrcits privats (els enrolats es deien xicundas) i taxes (mussoco, un import en espècie). El poder dels prazeiros va durar fins a la segona meitat del segle xix. Vegeu Zambèzia.
L'arribada de les grans companyies europees, poc interessades en esclaus i vori, va imposar el model de grans explotacions agrícoles amb treball forçat pels indígenes que així pagaven el mussoco; rebien un insignificant salari que just els permetia sobreviure, i treballaven en les oleaginoses, la canya de sucre i altres productes que necessitaven molta mà d'obra. El decret del comissari reial Antonio Enes va imposar l'ocupació efectiva de les terres dels prazos i, com que no era possible, molts prazeiros van haver de vendre les terres a les companyies europees o bé van haver de subarrendar-les.

## Estats yao (ajawa)
A l'altiplà de Nyassa es van establir els pobles bantu anomenats yao o ajawa o jauá, agricultors i caçadors, que es van islamitzar al segle xviii i participaren en el tràfic d'esclaus, i en el segle xix s'expandiren cap al modern Malawi organitzant estats entre els quals va destacar el del cap Mataca, el de Mutarica, el de Mukanjila i el de Jalansi. La Companyia del Niassa els va dominar entre 1895 i 1920.

## Imperi de Gaza

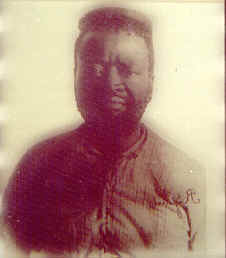
L'últim emperador de Gaza, Ngungunhane

L'Imperi de Gaza fou fundat per Soshangane (també conegut com a Manicusse, 1821-1858). El gran conflicte que afectà els zulu a la mort de Shaka el 1828 va derivar en la invasió de terres de l'Àfrica austral pels exèrcits nguni; Soshangane dirigia l'exèrcit que ocupà els territoris dels moderns Zimbàbue oriental i Moçambic occidental, que va anomenar gaza pel seu avi Gaza. Al seu zenit l'imperi dominava entre el Zambezi i la badia Delagoa, amb capital a Manjacaze, a la moderna província de Gaza.
A la seva mort el 1858 el va succeir el seu fill Mawewe; el 1859 s'enfrontà als seus germans i els va arrabassar els seus territoris; un germà, Mzila o Muzila, va fugir als Transvaal, on organitzà un exèrcit amb ajut portuguès; el 1861 va tornar a Gaza, i ocupà el poder. La lluita es va acabar el 1864 amb la seva victòria definitiva. La capital del regne es traslladà a Mossurize, al nord del riu Save, a la moderna província de Manica. El 1884 el va succeir el seu jove fill Gungunhana que retornà la capital a Manjacaze el 1889, pressionat pels portuguesos; intentà assimilar als tsonga i resistí als portuguesos, fins que finalment fou deposat per aquests el 1895 i desterrat a les Açores, on va morir el 1906.

## Estats musulmans de la costa
Existiren establiments musulmans a la costa de Moçambic almenys des del segle x. Al segle xiv hi exercia l'hegemonia el Sultanat de Kilwa. L'establiment principal, Sofala, fou ocupat pels portuguesos el 1505. Al segle xvii l'hegemonia en passà a Oman (de la qual va derivar més tard el Soldanat de Zanzíbar). Els principals estats foren el Xeicat de Quitangonha, el de Sancul, el de Sangage i el Sultanat d'Angoche, tots al nord de la colònia.

## Companyies reials

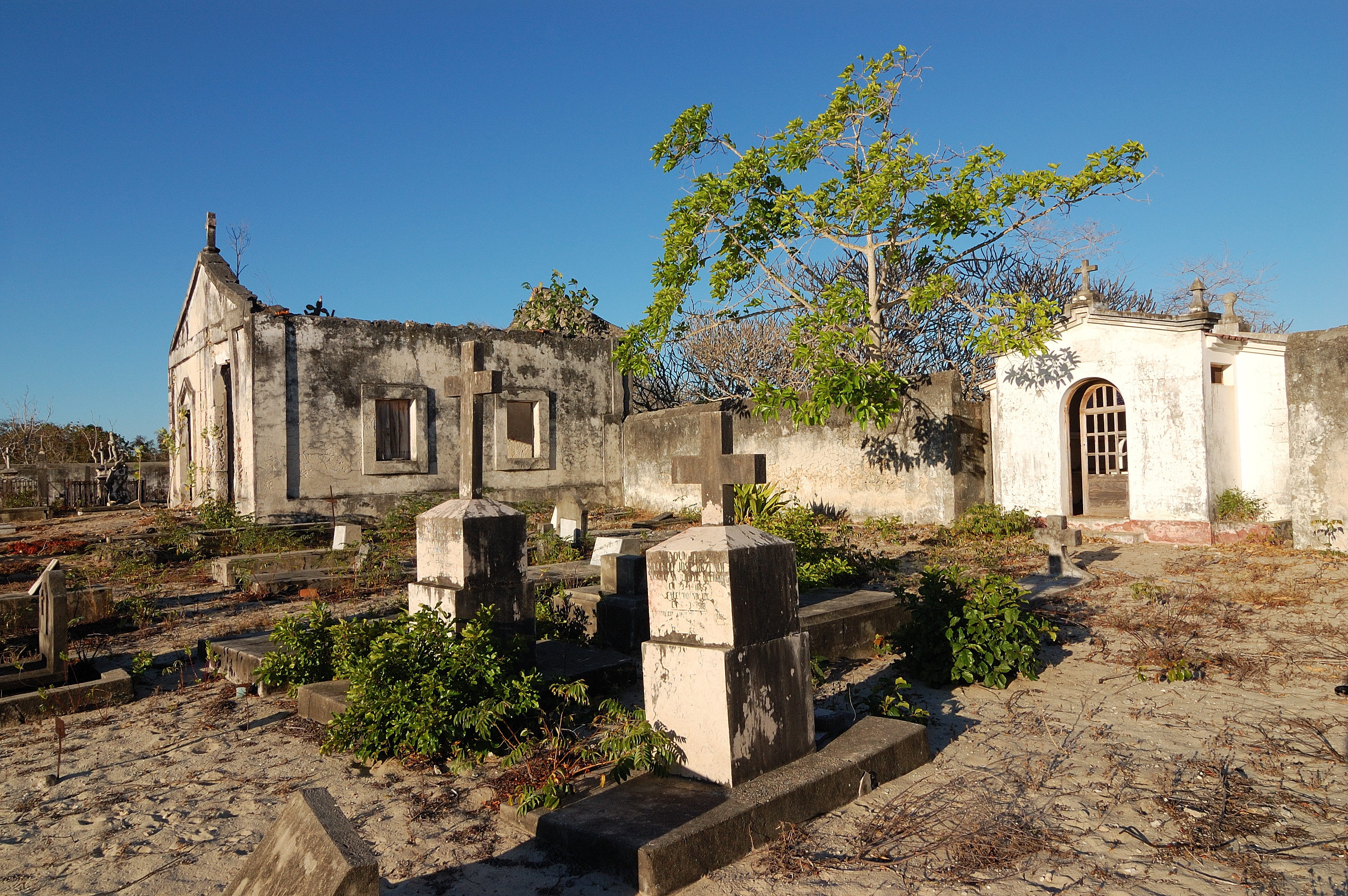
Capella a Cabo Delgado, herència de l'administració colonial portuguesa

El 1878 el govern portuguès va decidir concedir l'administració de part de la colònia de Moçambic a companyies que tindrien una carta o privilegi reial (anomenades companyies majestàtiques pels seus drets sobirans). Les principals en foren la Companyia del Niassa i la Companyia de Moçambic, que assoliren l'administració dels territoris la primera el 1894 (per 35 anys) i la segona el 1892 (per 50 anys). Aquestes companyies tenien drets quasi sobirans, podien emetre moneda i segells, cobrar taxes, construir infraestructures, tenir exèrcits i en general totes les atribucions d'un estat. La base del seu poder fou el treball forçat (chibalo) a canvi de taxes. Les companyies establiren plantacions de cotó, tabac i altres productes, amb la mà d'obra nadiua.

## Administració colonial

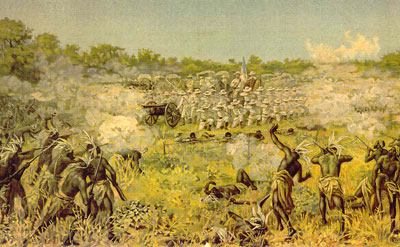
Escena de la batalla de Coolela el 7 de novembre de 1895

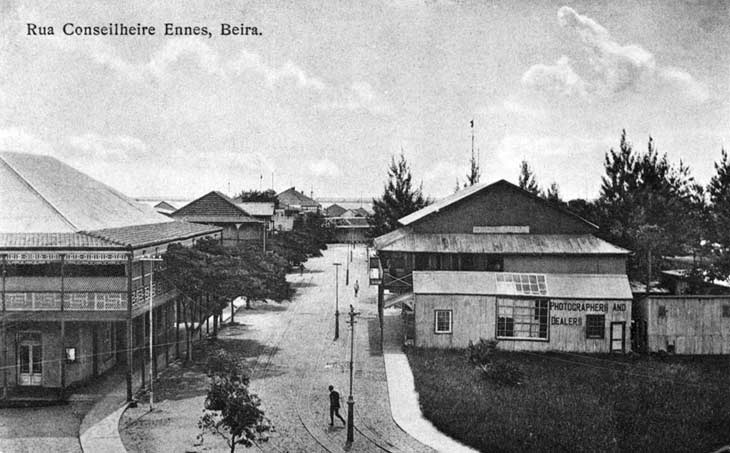
Beira, el 1905

Els establiments portuguesos a Moçambic van dependre del virrei de l'Índia Portuguesa a Goa fins al 1752, quan legalment en foren separades i es crearen les capitanies d'Ilha de Moçambique, Rios de Sena o Zambèzia i Sofala. El març de 1836 es va constituir formalment la colònia de Moçambic, també anomenada Àfrica Oriental Portuguesa. La capital n'era Ilha de Moçambique, de la qual la colònia prenia el nom. L'esclavatge fou definitivament abolit el 1875.
El 1885 la Conferència de Berlín va repartir l'Àfrica entre les potències europees, i deixà Portugal sense bona part de les seves ambicions reflectides al mapa color de rosa; la part sud de Moçambic fou organitzada en els anys següents i se signà un tractat de límits amb la República de Transvaal el 1891. El 1886 es nomenà un comissari resident per a la regió de Gaza, convertit en intendent el 1889. I per a Lourenço Marques el 1888. Es regularen els tractats de vassallatge amb els caps locals. El 1891 el rei de Gaza signà un conveni amb Cecil Rhodes per a l'explotació minera als seus territoris per a la Companyia Britànnia de l'Àfrica del Sud i els portuguesos van decidir dominar efectivament la zona.
El 1892 s'envià a la colònia el comissari reial António Enes, que va aconseguir fer efectiu el cobrament de taxes. La Campanha de Pacificação es va iniciar quan un cap tradicional, Mahazula Magaia, de la regió de Marracuene, s'oposà a una decisió del comissari sobre repartiments de terres; una guarnició militar portuguesa a Lourenço Marques fou atacada per Magaia, i pels caps Zihlahla i Moamba, i va haver d'abandonar la zona; Lourenço Marques fou assetjada entre l'octubre i el novembre de 1894. António Enes va passar a l'ofensiva i el 2 de febrer de 1895 derrotà els caps locals a Marracuene. Els vençuts es van refugiar a Gaza amb el rei Gungunhana. Se n'intentà negociar l'extradició i finalment els portuguesos van atacar i van lliurar la batalla de Mogul (8 de setembre de 1895), en què fou capturat el cap Zihlahla, i el 7 de novembre una columna que venia d'Inhambane derrotà les forces de Gungunhana a Coelela, prop de la seva capital. Al desembre Mouzinho de Albuquerque rodejà Chaimite i va fer-ne presoner el rei. Després d'un temps de captivitat fou enviat a les Açores, on va morir 11 anys després. L'exèrcit de Gaza va seguir resistint sota la direcció de Maguiguana Cossa, que fou derrotat el 21 de juliol de 1897 a Macontene, a uns 10 km de Chibuto, i quedà així la regió sota complet control portuguès. El 1898 la capital es traslladà a Lourenço Marques.
La Companyia del Niassa va intentar dominar l'estat de Mataca el 1897 però no fou fins al 1899 que ho va aconseguir amb el suport d'un cos de 200 soldats colonials regulars blancs i 2.800 indígenes; establí una posició a Metarica; des d'aquí el 1900 va poder ocupar Messumba o el 1902 Metangula, ambdues a la riba del llac Niassa. Els estats musulmans de la zona foren dominats efectivament després del 1905, quan es van enviar columnes militars que avançaren pels rius i van sotmetre els caps del poble macua; el 1910 fou ocupat el Sultanat d'Angoche.
Les regions del nord de la colònia foren objecte de revoltes locals instigades pels alemanys, que hi van entrar després de l'esclat de la guerra entre Portugal i Alemanya el febrer-març de 1916. A la segona meitat del 1916 els portuguesos ocuparen el triangle de Kionga, que havia estat ocupat pels alemanys el 1894, vulnerant els acords de límits hi que fixaven el riu Rovuma, i fou reconegut com a part de la colònia pel tractat de Versalles (10 de gener de 1920). Per fer front als actes alemanys es va obrir una carretera de més de 300 km entre Mocímboa do Rovuma i Porto Amélia (actual Pemba), que permeté l'ocupació efectiva de l'altiplà de Mueda, que va quedar dominat el 1920 després d'algunes operacions militars contra els macondes. Els territoris de les companyies no van tornar a l'administració portuguesa fins al 1929 (Companyia del Niassa, al nord) i 1942 (Companyia de Moçambic, al centre).
El govern colonial organitzà el treball dels nadius a canvi de taxes (impost de la palhota); la venda de begudes alcohòliques que no vinguessin de Portugal fou prohibida. Alguns nadius foren reclutats per a l'administració. Uns convenis amb la República de Sud-àfrica (coneguda com a República de Transvaal) i després amb la Unió Sud-africana van establir que els treballadors moçambiquesos a les mines de Sud-àfrica veurien retinguda la meitat del seu sou pagat en or (primer només fou una taxa), que seria pagat als miners en moneda local quan retornessin; a més es va regular el trànsit de mercaderies pel port de Lourenço Marques.

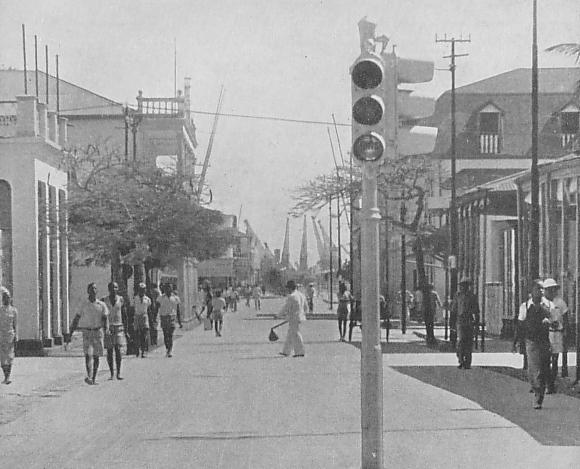
Beira als anys 1930

El 1930 es publica l'Acto Colonial, una llei que organitzava el paper de l'estat portuguès a les seves colònies, nomenava administradors per les circumscripcions indígenes, que disposarien de petits exèrcits de sipaios; censava els treballadors per establir les taxes, creava els Tribunais Privativos dos Indígenas i definia a l'Església catòlica com a principal força civilitzadora encarregada de l'educació. Després de la nova constitució de Portugal de 1933, fou encoratjada l'emigració de ciutadans portuguesos pobres cap a les colònies.
L'11 de juny de 1951 Moçambic fou declarada província portuguesa d'ultramar, canvi de denominació que no alterà pràcticament l'estatut colonial del territori.
A la dècada dels cinquanta es van iniciar els Planos de Fomento para as colónias, que establien finançament per a la construcció d'infraestructures principalment relacionades amb el comerç territorial, com ports i ferrocarrils, i l'establiment de colons. El primer pla (1953-1958) preveia una inversió a Moçambic d'1.848.500 contos, dels quals el 63% es destinava a infraestructures i un 34% a l'aprofitament de recursos i poblament; en acabar el pla s'havien instal·lat a la regió del Limpopo 1.400 famílies de colons. Cap indústria s'hi establí abans de la dècada dels seixanta.

## Guerra d'alliberament
El 25 de juny de 1962, sota l'apadrinament del president de Tanganyika Julius Nyerere, es formà el Front d'Alliberament de Moçambic (Frelimo) per la unió de tres petites organitzacions anticolonials: UDENAMO o União Democrática Nacional de Moçambique; UNAM o União Nacional Africana de Moçambique; i UNAMI o União Nacional Africana para Moçambique Independente. Com a primer president fou escollit el doctor Eduardo Mondlane, antropòleg que treballava per a l'ONU i havia tingut contactes amb el ministre portuguès d'Ultramar, Adriano Moreira (1961-1963), per a una independència pactada i pacífica. Com que la via negociadora no dugué a res, el 1964 el Frelimo va iniciar la lluita armada amb un primer atac el 25 de setembre de 1964 a Chai, província de Cabo Delgado. La guerra, mitjançant guerrilles, es va estendre principalment cap a Niassa i Tete. Progressivament els guerrillers organitzaren el control de les anomenades zonas libertadas, on creava hospitals i escoles i una rudimentària administració, i que asseguraven una base d'operacions i proveïment i una comunicació amb les seves bases de rereguarda a Tanzània i amb els fronts de combat. Es van portar a terme operacions importants a la rodalia de l'embassament de Cahora Bassa, que els portuguesos començaren a construir el 1969 i que havia d'assegurar l'abastiment hidroelèctric de la colònia i excedents per a altres estats.
El 25 d'abril de 1974 els militars esquerrans del Moviment de les Forces Armades donaren un cop d'estat que enderrocà el règim salazarista de Marcelo Caetano. El general António de Spinola proposà un referèndum el 1975 per decidir el futur, però el Frelimo va rebutjar la proposta i exigí la independència com a condició essencial. Les negociacions van seguir i portaren a l'acord de Lusaka de 7 de setembre de 1974, signat pel ministre d'Afers Exteriors Mario Soares i el president del Frelimo Samora Machel, que establia l'alto el foc i la immediata formació d'un govern provisional dirigit pel Frelimo, i la independència pel 25 de juny de 1975. Joaquim Chissano, destacat membre del Frelimo (número tres, després de Machel i Marcelino dos Santos), fou nomenat primer ministre del govern provisional (prengué possessió el dia 20) i la sobirania portuguesa fou representada per un alt comissari designat el 12 de setembre, que fou Victor Crespo. Immediatament després dels acords, els colons blancs organitzats en l'anomenat Front Independent per la Continuïtat de la Civilització Occidental, i actuant en uns escamots anomenats Dragons de la Mort, ocuparen l'emissora de ràdio i l'aeroport de Lourenço Marques però foren dominats per l'exèrcit portuguès, ajudats per unitats del Frelimo. El 20 de setembre el govern provisional entra en funcions fins a la proclamació de la independència el 25 de juny de 1975. El gener de 1975 els districtes de la colònia foren elevats a províncies i es van crear nous districtes de segon nivell.

## La República de Moçambic
El 25 de juny de 1975 Samora Machel jurava com a president del nou estat, que seria dirigit pel Frelimo com a partit únic. El 24 de juliol foren nacionalitzades la sanitat, l'educació i la justícia. El 3 de febrer de 1976 els noms colonials foren suprimits (canviats per altres d'autòctons); el 1976 el dret de propietat fou reconegut a tots els moçambiquesos i estrangers, però només per a una casa permanent i una segona residència, sense dret de tenir més cases i arrendar-les; la gestió de les cases arrendades passava al govern sota una empresa estatal anomenada Administração do Parque Imobiliário do Estado o APIE. Les infraestructures sanitàries i el seu personal privats foren transferits al Ministeri de Sanitat; per a les escoles privades es nomenà un administrador, i el personal passava a dependre de l'estat. Gran part de les institucions privades d'ensenyament estaven dirigides per l'Església catòlica, que en endavant va mostrar la seva hostilitat al règim, al qual acusava de ser contrari a la religió. Milers de persones propietàries de cases o empreses, generalment portuguesos blancs, abandonaren el país i el deixaren sense tècnics i especialistes. El govern va haver d'assumir la gestió d'empreses, barques de pesca, fàbriques i unitats productives sense estar preparat i per això inicialment se n'organitzaren unitats d'autogestió per a les més petites, formades per comitès de treballadors dirigits per militants del Frelimo, que reberen el nom de Grups dinamitzadors. La seva gestió fou a la llarga un fracàs i les dificultats econòmiques i la manca de capacitat obligaren el govern a aglutinar les petites empreses del mateix ram en Unidades de Direcção i després en Empresas Estatais.
Les primeres empreses estatals (EE) foren: les Lojas do Povo, que ja havien estat experimentades a les zones alliberades i era una empresa dedicada als grans supermercats i al comerç en general; PESCOM, dedicada a la importació i distribució de peix, i més tard a l'exportació de marisc; ENAMOCO, importadora i exportadora de productes agrícoles, i MEDIMOC, que garantia la importació de medicaments i material sanitari.
Les terres foren socialitzades amb la pretensió d'incrementar la producció i millorar les condicions de vida dels camperols (que eren el 80% de la població). Les empreses portugueses dominaven fins llavors extenses explotacions on tenien el monopoli de la compra i venda dels productes. Es van crear cooperatives agrícoles a les quals el govern havia d'assegurar el proveïment de llavors, adobs i materials diversos, i al mateix temps garantia la compra de la producció; a més, el govern, amb el suport de les cooperatives i la mà d'obra rural, construiria escoles, centres de salut, carreteres i altres infraestructures. Encara que inicialment la gent fou molt receptiva, amb el temps l'entusiasme es refredà i les cooperatives van acabar en fracàs. El 1981 Machel va declarar la dècada de 1981-1991 com la "década da vitória sobre o subdesenvolvimento" i l'estratègia es modificà per establir grans empreses estatals al camp, en lloc de cooperatives.

## La guerra civil

Bandera de Moçambic de 1975 a 1983

La guerra civil (1977-1992) anomenada també "guerra de desestabilització de Moçambic", es va iniciar quasi immediatament. Els militars i colons portuguesos contraris a la descolonització, junt amb alguns dissidents del Frelimo, s'instal·laren a Rhodèsia, governada per un règim de la minoria blanca, dirigit per Ian Smith, que havia proclamat unilateralment la independència de la Gran Bretanya. La resistència a aquest règim havia creat bases militars a Moçambic, que el 1975 es van consolidar.
Ian Smith va ordenar diversos atacs a aquestes bases. El 1976 el govern de Moçambic va declarar oficialment que aplicaria les sancions de l'ONU contra el règim rhodesià, el qual tenia un enllaç vital amb la costa pel ferrocarril, la carretera i l'oleoducte que unien Rhodèsia amb la costa de l'oceà Índic, conjunt que formava l'anomenat corredor de Beira. Smith disposava del suport de Sud-àfrica, però el corredor de Beira era el camí més curt i natural per importar i exportar les mercaderies. El règim rhodesià va oferir ajut per a la formació d'un moviment de resistència i es creà la Resistência Nacional Moçambicana (RENAMO) que disposava d'una estació de ràdio per a la seva propaganda.
S'hi van produir després de 1977 atacs militars, de vegades amb suport de tropes rhodesianes. El règim de Rhodèsia va acabar negociant (1979) i el 1980 esdevingué Zimbàbue independent sota un govern de majoria negra. Però la Renamo no aturà els atacs contra les infraestructures i les petites viles de camperols a Moçambic. L'ajut rhodesià fou substituït pel sud-africà i la guerra entrà en la fase més cruel amb actes de salvatgisme, sobretot contra la població civil. Els atacs de la Renamo desestabilitzaren l'economia de Moçambic, que va haver de destinar bona part dels seus recursos a l'aparell militar; les escoles i hospitals creats pel Frelimo foren sistemàticament destruïts i el creixent nombre de refugiats cap a estats veïns o les ciutats grans va fer disminuir la producció agrícola.
El 1983 el govern de Moçambic començà converses amb Sud-àfrica i es va arribar a un compromís de bon veïnatge entre els dos estats. L'acord fou signat a Nkomati el 16 de març 1984, però no fou respectat.
El 1986 la Renamo havia establert una base sòlida a les muntanyes de Gorongosa i estenia les seves accions militars a totes les províncies de Moçambic. El govern de Malawi, en bones relacions amb Sud-àfrica, donava un suport logístic encobert a la Renamo. El president Machel va morir l'octubre d'aquell any en un accident aeri quan anava a una reunió internacional a Lusaka.
El nou govern moçambiquès dirigit per Chissano va abandonar la seva política de socialització de la terra. El 1987 signa un acord amb el Fons Monetari Internacional (FMI) i el Banc Mundial, pel qual aquesta política quedava liquidada a canvi de suport financer. El mateix 1987 el govern llança un Programa de Reestruturação Económica, conegut com a PRE, per modificar la línia econòmica i rellançar l'economia. El metical, la moneda del país, fou devaluada (perd el 1.000% en dos anys), i es va deixar de fixar els preus dels béns de consum excepte els combustibles i el peix, considerats productes estratègics. Les empreses estatals foren privatitzades o intervingudes; algunes foren transformades en bancs o en societats anònimes per atribució de quotes als seus gestors o a funcionaris, però la majoria ho foren seguint les regles del Banc Mundial, que en controlava el procés.
El novembre de 1990 es modificà la constitució i es va restablir la llibertat política. El 1991 hi hagué converses amb la Renamo i el 1992 es va signar el tractat definitiu de pau a Roma (4 d'octubre) entre Chissano i Afonso Dhlakama (cap de la guerrilla). La Renamo esdevindria un partit polític legal i part de les seves forces s'integrarien a l'exèrcit i la policia. Per implementar l'acord l'ONU va establir la ONUMOZ com a força internacional, que actuà sobre el terreny durant dos anys, ajudant a la reconstrucció, neteja de mines antipersones, seguretat, integració i formació, i altres tasques. El 1994 s'havia format l'exèrcit unificat i es feren eleccions, que foren guanyades pel Frelimo. En les segones eleccions de 1999 hi hagué molta igualtat entre Frelimo i Renamo, però fou el primer qui hi va guanyar per uns 4 punts de diferència.
El febrer del 2000 es produïren unes tràgiques inundacions que van devastar el país, i se'n pogueren recuperar mercès a l'ajut internacional.
El 2002 Chissano va renunciar a presentar-se a la reelecció a les eleccions de 2004. Fou designat Armando Guebuza. A les eleccions, aquest va obtenir considerable avantatge sobre Dhlakama, candidat de la Renamo. El 2 de febrer de 2005 Chissano li'n lliurà la presidència.
El 6 d'agost de 2019 el president de l'estat i el líder dels rebels van signar un tractat de pau.